# Davit Margoshvili
Davit Margoshvili (en georgiano: დავით მარგოშვილი, Ajmeta, 11 de agosto de 1980) es un deportista georgiano que compitió en judo. Ganó dos medallas de plata en el Campeonato Europeo de Judo, en los años 2001 y 2003.

## Palmarés internacional
| Campeonato Europeo | Campeonato Europeo    | Campeonato Europeo | Campeonato Europeo |
| Año                | Lugar                 | Medalla            | Categoría          |
| ------------------ | --------------------- | ------------------ | ------------------ |
| 2001               | París (Francia)       | Medalla de plata   | –66 kg             |
| 2003               | Düsseldorf (Alemania) | Medalla de plata   | –66 kg             |